# Martín Aruga
Jorge Martín Aruga Torales (n. Paraná, Entre Ríos, Argentina; 4 de octubre de 1998) es un futbolista argentino que juega de defensor y su equipo actual es el Deportivo Rincón del T

## Trayectoria
Aruga Jugo de chico en Paraná con clubes locales con Universitario y Belgrano, antes de llegar a Patronato. Fue trasladado al primer equipo de este último durante la campaña 2018-19, y su debut absoluto llegó en marzo de 2019 en la victoria por penales por Copa Argentina ante Dock Sud. Su debut en liga sería en la temporada 2019-20 el 6 de octubre de 2019 en el Monumental contra River Plate jugando los noventa minutos completos.
En noviembre de 2021 pasa a préstamo a San Martín de San Juan hasta diciembre de 2021.
En diciembre de 2021 regresa a Patronato y se marcha a préstamo Gimnasia y Esgrima de Mendoza en búsqueda de continuidad, aunque no la consigue jugando apenas unos 2 partidos. 
Regresa a Patronato en mayo de 2022 tras finalizar su cesión.

## Clubes
| Club                   | País      | Año             | PJ | Goles |
| ---------------------- | --------- | --------------- | -- | ----- |
| Patronato              | Argentina | 2019 - 2020     | 3  | 0     |
| San Martín SJ          | Argentina | 2020 - 2021     | 8  | 0     |
| Gimnasia y Esgrima (M) | Argentina | 2022            | 2  | 0     |
| Patronato              | Argentina | 2022 - Presente | 0  | 0     |

## Palmarés

### Torneos nacionales
| Título         | Club      | País      | Año  |
| -------------- | --------- | --------- | ---- |
| Copa Argentina | Patronato | Argentina | 2022 |